# 五次方數
在算术和代数中，五次方数（英语：Fifth power number）指可以寫成{\displaystyle n^{5}}的數，其中{\displaystyle n}必为整数，即：
n5 = n × n × n × n × n.
五次方數可以透過將一數n的四次方數乘以n或者n的平方數乘以n的立方數獲得。
前幾個五次方數為：
0、 1、 32、 243、 1024、 3125、 7776、 16807、 32768、 59049、 100000、 161051、 248832、 371293、 537824、 759375、 1048576、 1419857、 1889568、 2476099、 3200000、 4084101、 5153632、 6436343、 7962624、 9765625、 11881376、 14348907、 17210368、 20511149、  24300000……（OEIS數列A000584）

## 性质
若以10為基數，整數n的最後一位為a，則整數n的五次方的最後一位也會是a。
根据阿貝爾 - 魯菲尼定理，五次及更高次的多项式方程没有一般的求根公式（其根無法表示為n次方根的公式）。
1966年，L. J. Lander和T. R. Parkin通过五次方数构造出的反例推翻了欧拉猜想（每個大於2的整數{\displaystyle n}，任何{\displaystyle n-1}個正整數的{\displaystyle n}次冪的和都不是某正整數的n次冪），即：
275 + 845 + 1105 + 1335 = 1445 